# Serious Sam
Serious Sam es un videojuego croata disponible para PC y para la consola Xbox de Microsoft. Desarrollado por la compañía Croteam y distribuido por 2K Games, ha sido calificado para mayores de dieciocho años.

## Lista de juegos

### Juegos principales
- Serious Sam: The First Encounter (2001)
- Serious Sam: The Second Encounter (2002)
- Serious Sam 2 (2005)
- Serious Sam HD: The First Encounter (2009)
- Serious Sam HD: The Second Encounter (2010)
- Serious Sam 3: BFE (2011)
- Serious Sam 4: Planet Badass (2020)

### Spin-offs
- Serious Sam: Next Encounter (2004)
- Serious Sam Advance (2004)
- Serious Sam VR: The First Encounter (2017)
- Serious Sam VR: The Second Encounter (2017)
- Serious Sam VR: The Last Hope (2017)
- Serious Sam 3 VR: BFE (2017)

#### Series indies
- Serious Sam Double D (2011)
- Serious Sam: Kamikaze Attack! (2011)
- Serious Sam: The Random Encounter (2011)
- Serious Sam: The Greek Encounter (2012)
- Serious Sam Double D XXL (2013)
- Serious Sam Classics: Revolution (2014, Steam Early Access)
- Serious Sam's Bogus Detour (2017)
- I Hate Running Backwards (2018)
- Tormental (2018)

## Serious Sam: The First Encounter
En su primera aventura, Serious Sam: The First Encounter el jugador encarna al personaje Sam "el serio", bravo guerrero al que se le encomienda la misión de salvar el planeta Tierra retrocediendo en el tiempo para cambiar el pasado y salvar así a la humanidad. Todo el juego transcurre en la antigua civilización egipcia. El inicio del juego ocurre en el templo Hatshepsut, donde se encuentran las primeras armas y algunos secretos. Al terminar esta misión el siguiente nivel es el Cañón de Arena, en donde aparecen los primeros enemigos de mayor nivel. El objetivo de las primeras cuatro misiones es reunir unos elementos mágicos que permitirán a Sam entrar en dos ciudades: Tebas y Menfis, a partir de las cuales deberá llegar a la Gran Pirámide y luchar contra el almirante Ugh-Zan III, al que Mental envía para supervisar la limpieza del planeta Tierra. La neutralización de este adversario es de estudio, ya que se regenera y es difícil de derrotar, aún en el modo más sencillo (Turista). No obstante, al derrotarle el mismo juego nos indica que ese no es el final, ya que pone "To Be Continued..."("Continuara"). En el modo más difícil, Serio, el número de enemigos es de 5.961, y en algunas misiones Sam debe hacer frente a más de 1000, lo cual indica que la acción y el entretenimiento están asegurado. En un período en el que los FPS se volvían cada vez más sofisticados y menos lineales, donde el jugador se topaba constantemente con secuencias cinematográficas, aparece este juego que es una vuelta a las raíces del género. Más cerca de Doom que de sus contemporáneos, el acento está nuevamente puesto en destruir miles (literalmente) de enemigos por nivel, dejando de lado todos los adornos que el género fue adquiriendo durante los últimos años. Las armas extremadamente potentes, un sentido del humor absurdo y muy especial, montones de secretos por nivel y, principalmente, la posibilidad de jugar en modo multijugador cooperativo, ya sea en pantalla partida, en red, o a través de internet, convirtieron este juego en un clásico instantáneo.
Hay que resaltar el modo multijugador cooperativo de este juego, ya que puede participar una gran cantidad de participantes al mismo tiempo (la cantidad está limitada por el servidor), alcanzándose la posibilidad de más de 16 jugadores simultáneos. En PC no era común encontrarse con un juego FPS que permitiera al jugador jugar a modo pantalla partida, como sí es habitual en las consolas.

## Serious Sam: The Second Encounter
Debido al éxito, al año siguiente (2002) Croteam lanzó Serious Sam: The Second Encounter, que continúa las aventuras de nuestro héroe, de nuevo atrapado en el pasado, pero en esta oportunidad tratando de acabar con sus enemigos en tres períodos históricos distintos (la única crítica razonable que recibió el primer juego [cita requerida]es que todos sus niveles se asemejaban bastante por transcurrir en Egipto).

## Serious Sam 2
En esta nueva entrega, lanzada en octubre de 2005, la trama sigue siendo "casi" idéntica. Nuestro héroe es invocado por un grupo de magos, llamado "El Gran Consejo Serio", que descubrieron lo que Mental tramaba desde el planeta donde reside. Para detenerle de una vez por todas, Sam debe reunir a lo largo del trayecto cinco partes de un gran medallón que, una vez reconstruido, le servirá para destruir las fuerzas de Mental.
Pero éstas piezas están distribuidas en 5 planetas. El primero es M'digbo, donde nos encontraremos con habitantes que luchan también contra el dominio de Mental,característicos por su piel azul. El segundo es Magnor, cuyos habitantes son los Zixies, característicos por su vestimenta al estilo indio. El tercero es Chi-Fang, donde todos los residentes tienen rasgos asiáticos del este. El cuarto es Kleer, donde los residentes son los llamados Kleers, introducidos en las anteriores entregas de la misma saga de videojuegos. Y el último, Ellenier, donde todos los residentes tienen facetas que recuerdan a duendes y personajes mitológicos sacados de la mitología nórdica.
Las armas varían en diseño (aunque no todas), y dependiendo del planeta en el que el jugador se encuentre, se pueden usar unas u otras.
Enumeración de dichas armas: Motosierra (ranura 1), revólveres de 6 cañones (munición ilimitada) (ranura 2), pistola de plasma (ranura 2), auto-escopeta (escopeta con forma de revólver)(ranura 3), escopeta de perdigones de cañón doble recortado (ranura 3), Uzis (ranura 4), Minicañón (ranura 4),lanzacohetes (ranura 5), cañón de plasma (ranura 6), rifle de precisión (ranura 7), loros suicidas (ranura 7), cañón de materia oscura (ranura 8), bomba seria (ranura 9).
Como es habitual en este tipo de juegos, también hay jefes finales. Estos aparecen al final del recorrido de cada planeta, y ninguno posee características comunes a los demás:
Kwongo: un gorila de proporciones astronómicas que aparece en M'digbo, en la última misión. Para derrotar a este coloso, las armas convencionales resultan casi inefectivas (incluidos el lanzacohetes, el cañón de materia oscura, y los loros suicidas, al igual que la bomba seria, que sólo afecta a enemigos convencionales), por lo que se debe proteger con el uso de las torretas a los indígenas, mientras estos montan las catapultas.
Zumzum: una abeja del tamaño de un gigante. Aparece en el segundo planeta, última misión. Aquí la estrategia a seguir es algo elaborada. Para poder vencer con rapidez, se deben destruir todas las flores para que Zumzum no se regenere, mientras se deben evitar tanto sus proyectiles (que son aguijones que lanza Zumzum), sus embestidas, y sus abejas hijas kamikaze (mantener distancia prudente). Relativamente, cualquier arma es efectiva contra este jefe.
Príncipe Chan: una mole "humana", cuyo punto fuerte es el degusto de sacrificios. Aparece en el tercer planeta, última misión. Este jefe es duro de pelar, pero su punto débil es el sonido a alta frecuencia. Para acelerar su caída, el jugador debe aguantar las oleadas del principio hasta que Chan decida bajar, y en el momento en que se muestre el gong, dispararlo con cualquier arma.
Conde Kleerofski: un Kleer dedicado al Vudú y demás magias negras, de gran tamaño .Aparece en el cuarto planeta, última misión. Sus ataques pueden llegar a ser mortales, debido a que sus embestidas las puede hacer a gran velocidad, o bien asediar al jugador con avalanchas de proyectiles. Además, como Zumzum, regenera salud, pero a través de un haz de luz, que el jugador ha de destruir. Pero, a diferencia del anterior, Kleerofksi es un lobo solitario y va a evitar que destruyas su fuente de regeneración. Las armas más efectivas contra él son las pesadas. En caso de que no puedas destruir su fuente de regeneración el juego va a soltar un ítem que permite matarlo al instante.
Cecil el Dragón: Un dragón rosado. Aparece en el quinto planeta, última misión. Resistente a la mayoría del armamento del jugador, lo más efectivo contra él son las grandes flechas que aparecen esparcidas por el nivel, que se usan por medio de torretas-ballestas fijas. El jugador debe andarse con cuidado, ya que está en un nivel flotante.
Hugo: Robot diseñado por la compañía ficticia del juego "Bosses 'R Us" (clara parodia de Toys 'R Us). Aparece en el sexto planeta, última misión. La pelea consta de dos fases. La primera, el jugador debe llegar hasta la base aérea evitando los asaltos del robot, que pueden ser físicos (muerte instantánea) o de armamento (disparos láser, bolas de materia oscura y cohetes). La segunda fase empieza cuando el jugador llega a la base aérea, momento en el que el enemigo se vuelve vulnerable. El jugador debe montarse en el helicóptero de combate, y recoger a lo largo del escenario la munición para poder vencer al robot, evitando sus ataques.
Institución Mental: El último jefe, con forma de pirámide móvil. Aquí el jugador debe olvidarse del armamento de a pie, y usar la nave en todo momento. Aparece en el séptimo planeta, última misión. El único punto débil se muestra cuando la pirámide invoca en terreno muchas naves suicidas.

## Copiado por Softnyx
En el año 2007, la empresa Coreana Softnyx, utiliza la base de este juego para hacer WolfTeam.